# HD74636
HD74636 — хімічно пекулярна зоря спектрального класу B9, що має видиму зоряну величину в смузі V приблизно  9,2.
Вона  розташована на відстані близько 1405,8 світлових років від Сонця.

## Пекулярний хімічний склад
Зоряна атмосфера HD74636 має підвищений вміст 
Si
.